# Tamás Juhár
Tamás Juhár (Sátoraljaújhely, 20 novembre 1972) è un ex calciatore ungherese, di ruolo difensore.